# Tour de France 1961
| 48. Tour de France 1961 – Endstand |                       |                           |
| Streckenlänge                      | 21 Etappen, 4397,5 km | 21 Etappen, 4397,5 km     |
| Toursieger                         | Jacques Anquetil      | 122:01:33 h (36,037 km/h) |
| Zweiter                            | Guido Carlesi         | + 12:14 min               |
| Dritter                            | Charly Gaul           | + 12:16 min               |
| Vierter                            | Imerio Massignan      | + 15:59 min               |
| Fünfter                            | Hennes Junkermann     | + 16:09 min               |
| Sechster                           | Fernando Manzaneque   | + 16:27 min               |
| Siebenter                          | Josi Perez-Frances    | + 20:41 min               |
| Achter                             | Jean Dotto            | + 21:44 min               |
| Neunter                            | Eddy Pauwels          | + 26:57 min               |
| Zehnter                            | Jan Adriaensens       | + 28:05 min               |
| Grünes Trikot                      | André Darrigade       | 174 P.                    |
| Zweiter                            | Jean Gainche          | 169 P.                    |
| Dritter                            | Guido Carlesi         | 148 P.                    |
| Bergwertung                        | Imerio Massignan      | 95 P.                     |
| Zweiter                            | Charly Gaul           | 61 P.                     |
| Dritter                            | Hennes Junkermann     | 48 P.                     |
| Teamwertung                        | Frankreich            | Frankreich                |

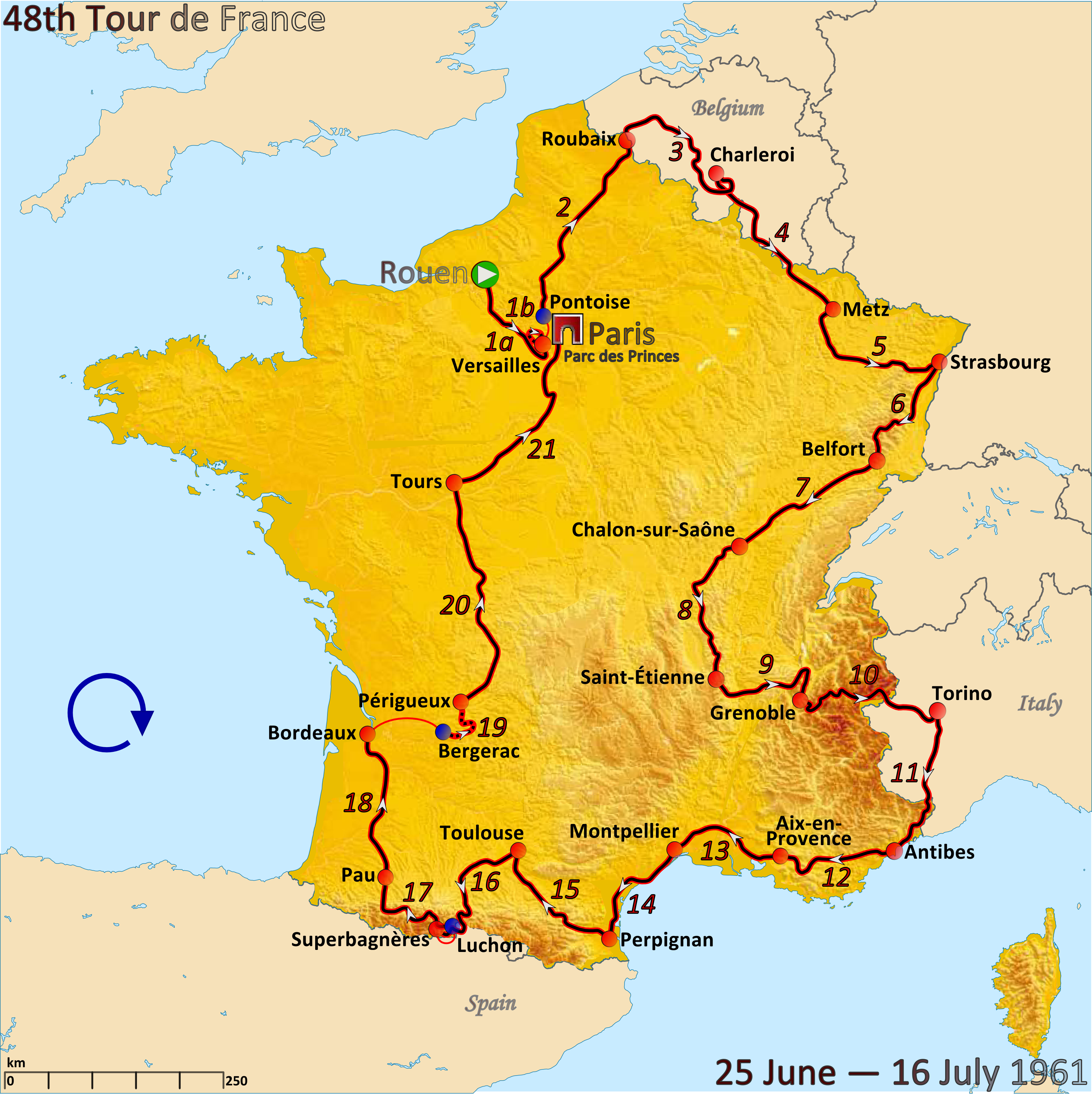
Streckenkarte der Tour de France 1961

Die 48. Tour de France fand vom 25. Juni bis 16. Juli 1961 statt und führte auf 21 Etappen über 4.398 km. Es nahmen 132 Rennfahrer an der Rundfahrt teil, von denen 72 klassifiziert wurden.

## Rennverlauf

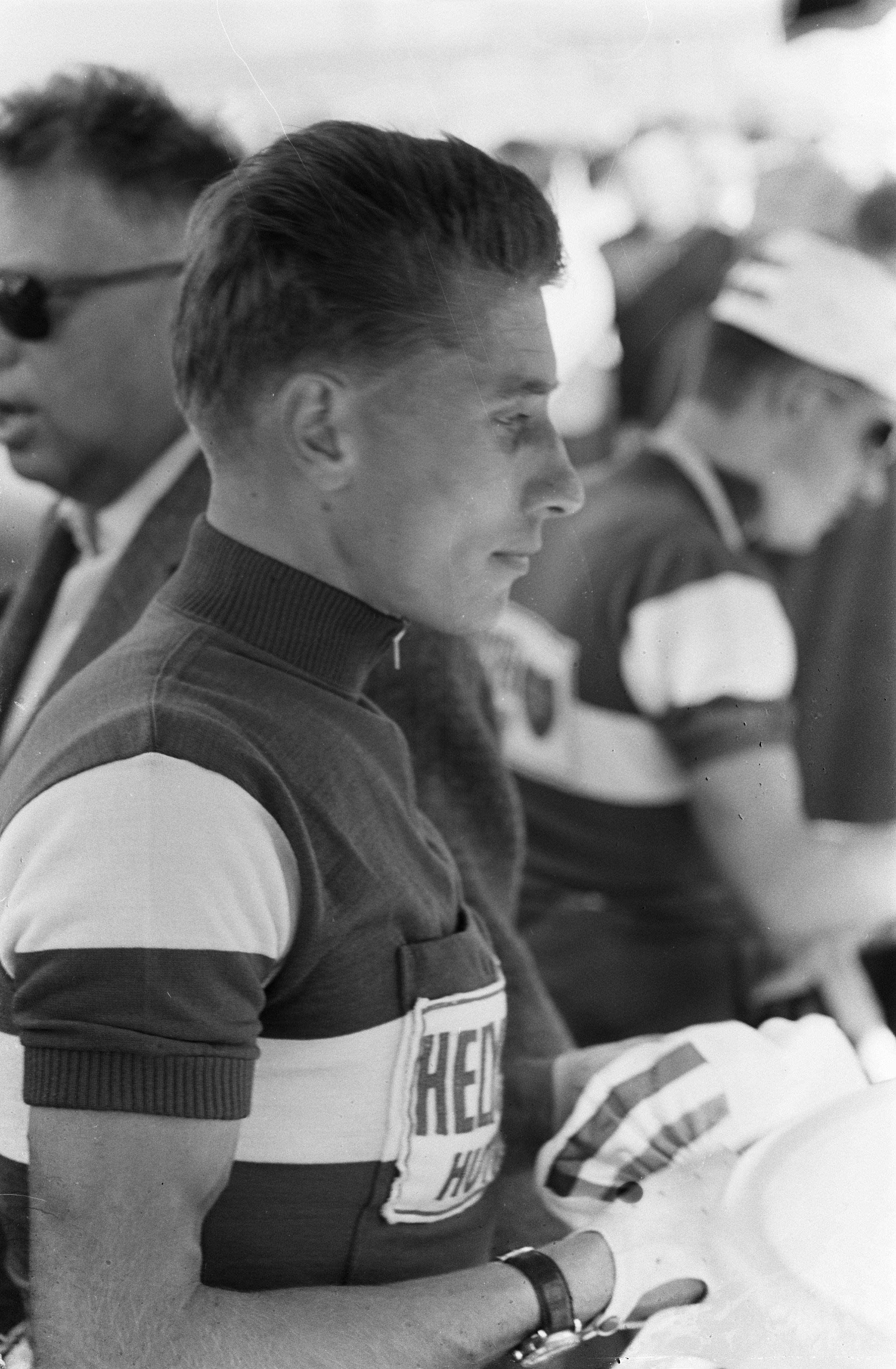
Jacques Anquetil bei der Tour de France 1961

Der Franzose André Darrigade gewann die erste Etappe, doch bereits am Nachmittag des gleichen Tages konnte Jacques Anquetil durch einen Sieg im Zeitfahren das Gelbe Trikot übernehmen und es bis nach Paris verteidigen. Nach seinem Sieg auch beim zweiten Einzelzeitfahren machte Anquetil seinen zweiten Toursieg nach 1957 perfekt.
Anquetil verlor auch in den Bergen auf die starken Kletterer um den Luxemburger Charly Gaul nur wenig Zeit, so dass sein Toursieg am Ende ungefährdet war. Gaul konnte die Etappe nach Grenoble gewinnen, musste sich aber mit dem zweiten Platz in der
Bergwertung hinter Imerio Massignan begnügen. Auf der Etappe nach Superbagnères gelang es Massignan die erste Bergankunft dieser Tour de France zu gewinnen. In der Gesamtwertung lag Gaul lange auf den zweiten Platz, wurde aber auf der letzten Etappe zum Pariser Prinzenpark noch vom Italiener Guido Carlesi um zwei Sekunden verdrängt.
André Darrigade, konnte neben dem Grünen Trikot noch vier Etappen für sich entscheiden. Ihm gelang es dabei, zum fünften Mal die Auftaktetappe zu gewinnen. Der Deutsche Hennes Junkermann belegte den fünften Rang in der Gesamtwertung und den dritten Rang in der Bergwertung.

## Die Etappen
| Etappen       | Tag      | Start – Ziel                     | km         | Etappensieger        | Gelbes Trikot    |
| ------------- | -------- | -------------------------------- | ---------- | -------------------- | ---------------- |
| 1. Etappe (a) | 25. Juni | Rouen – Versailles               | 136,5      | André Darrigade      | André Darrigade  |
| 1. Etappe (b) | 25. Juni | Versailles – Versailles          | 28,5 (EZF) | Jacques Anquetil     | Jacques Anquetil |
| 2. Etappe     | 26. Juni | Pontoise – Roubaix               | 230,5      | André Darrigade      | Jacques Anquetil |
| 3. Etappe     | 27. Juni | Roubaix – Charleroi (BEL)        | 197,5      | Jean Emile Daems     | Jacques Anquetil |
| 4. Etappe     | 28. Juni | Charleroi (BEL) – Metz           | 237,5      | Anatole Novak        | Jacques Anquetil |
| 5. Etappe     | 29. Juni | Metz – Straßburg                 | 221        | Louis Bergaud        | Jacques Anquetil |
| 6. Etappe     | 30. Juni | Straßburg – Belfort              | 180,5      | Jef Planckaert       | Jacques Anquetil |
| 7. Etappe     | 1. Juli  | Belfort – Chalon-sur-Saône       | 214,5      | Jean Stablinski      | Jacques Anquetil |
| 8. Etappe     | 2. Juli  | Chalon-sur-Saône – Saint-Étienne | 240,5      | Jean Forestier       | Jacques Anquetil |
| 9. Etappe     | 3. Juli  | Saint-Étienne – Grenoble         | 230        | Charly Gaul          | Jacques Anquetil |
| 10. Etappe    | 4. Juli  | Grenoble – Turin (I)             | 250,5      | Guy Ignolin          | Jacques Anquetil |
| 11. Etappe    | 5. Juli  | Turin (I) – Juan-les-Pins        | 225        | Guido Carlesi        | Jacques Anquetil |
| 12. Etappe    | 6. Juli  | Juan-les-Pins – Aix-en-Provence  | 199        | Michel van Aerde     | Jacques Anquetil |
| 13. Etappe    | 7. Juli  | Aix-en-Provence – Montpellier    | 177,5      | André Darrigade      | Jacques Anquetil |
| Ruhetag       |          |                                  |            |                      |                  |
| 14. Etappe    | 9. Juli  | Montpellier – Perpignan          | 174        | Eddy Pauwels         | Jacques Anquetil |
| 15. Etappe    | 10. Juli | Perpignan – Toulouse             | 206        | Guido Carlesi        | Jacques Anquetil |
| 16. Etappe    | 11. Juli | Toulouse – Superbagnères         | 208        | Imerio Massignan     | Jacques Anquetil |
| 17. Etappe    | 12. Juli | Luchon – Pau                     | 197        | Eddy Pauwels         | Jacques Anquetil |
| 18. Etappe    | 13. Juli | Pau – Bordeaux                   | 207        | Martin Van Geneugden | Jacques Anquetil |
| 19. Etappe    | 14. Juli | Bergerac – Périgueux             | 74,5 (EZF) | Jacques Anquetil     | Jacques Anquetil |
| 20. Etappe    | 15. Juli | Périgueux – Tours                | 309,5      | André Darrigade      | Jacques Anquetil |
| 21. Etappe    | 16. Juli | Tours – Paris                    | 252,5      | Robert Cazala        | Jacques Anquetil |